# 실로비크
실로비키/실로비크(러시아어: силовики́/силови́к)는 러시아의 정치 단체이다.
이전에는 "무력파" 등으로 번역되었다. "실로비키"란, 러시아어로는 힘, 무력을 나타내는 "실라(сила/sila)"에서 파생한 용어로, 블라디미르 푸틴 정권의 중추를 담당하는 정보 기관이나, 군부, 군산복합체 등의 무력 부처 출신의 정치가들의 파벌이다.

## 같이 보기
- 경찰국가
- 푸틴주의